# 유손
유손(庾孫, 914년 ~ 1020년)은 고려의 문신이자 장군으로 태조부터 현종까지 섬긴 원로이다. 본관은 평산이다.

## 생애
젊었던 시절부터 고려 태조를 섬겼다. 후백제와의 전투에서 태조를 도와 후삼국을 통일하는데 공을 세웠다.
이후 벼슬이 표기대장군(驃騎大將軍)에 이르렀다.
1013년 9월 나이가 100살에 달했는데 보국대장군 송능과 함께 고려 현종에게 공을 인정받아 대광(大匡) 벼슬을 받았다.
이때, 유송과 송능의 나이가 상당히 고령이었음에도 불구하고 여전히 건강했다고 한다.